# T. C. Worsley
Thomas Cuthbert Worsley (Durham, 10 de diciembre de 1907- Brighton, 23 de febrero de 1977), más conocido como T. C. Worsley que fue el nombre con el que firmó sus libros, fue un profesor, escritor, editor y crítico de teatro y televisión británico. Es recordado por su autobiográfico Flannelled Fool: A Slice of a Life in the Thirties ('El tonto de franela: una rebanada de una vida en los años treinta').

## Biografía
Cuthbert Worsley nació el 10 de diciembre de 1907 en Durham, hijo de un clérigo anglicano. Era el tercero de cuatro hijos. Se educó inicialmente en la escuela de la catedral de Llandaff, y más tarde se trasladó a la cercana escuela preparatoria de Brightlands, en la que ganó dos becas para el Marlborough College. Mientras estaba en casa de vacaciones de verano, el hermano menor de Worsley, Benjamin, se ahogó en la playa, un acontecimiento que resultó muy traumático para Worsley.
En Marlborough, después de un año de educación general, sus estudios fueron exclusivamente clásicos y lo llevaron a una beca para el St John's College de la Universidad de Cambridge, en la que, aunque inicialmente leyó clásicos, se graduó en inglés con un título de tercera clase. A lo largo de su carrera escolar y universitaria fue un exitoso jugador de críquet, lo que le ayudó, inmediatamente después de graduarse en 1929, a conseguir un puesto como maestro de escuela en Wellington College.
Con Stephen Spender viajó a España durante la Guerra Civil Española y algunas de sus experiencias quedaron registradas décadas después en Fellow Travelers. Hizo de conductor del médico canadiense Norman Bethune y de su ayudante Hazen Size y fue testigo de primera mano de la Masacre de la carretera Málaga-Almería ya que se pasó tres y días y tres noches junto a Bethune y Size haciendo viajes de ida y vuelta para rescatar a todos los que pudieron de los que huían de Málaga, tomada por el bando sublevado, en dirección a Almería por la carretera de la costa, mientras eran brutalmente bombardeados desde el mar y desde el aire. Su testimonio desgarrador lo dejó escrito en su libro Behind the Battle:

La carretera seguía llena de refugiados, y cuanto más avanzábamos peor era su situación. Algunos tenían zapatos de goma, pero la mayoría llevaba los pies vendados con harapos, muchos iban descalzos y casi todos sangraban. Componían una fila de 150 kilómetros de gente desesperada, hambrienta, extenuada, como un río que no daba muestras de disminuir... Decidimos subir a los niños al camión, y al instante nos convertimos en el centro de atención de una muchedumbre enloquecida que gritaba, rogaba y suplicaba ante tan milagrosa aparición. La escena era sobrecogedora: las mujeres vociferaban mientras sostenían en alto a los bebés desnudos, suplicando, gritando y sollozando de gratitud o decepción.

Su The End of the Old School Tie (1941) se publicó como parte de la serie Searchlight Books editada por Tosco Fyvel y George Orwell. Más tarde trabajó para la revista de izquierda New Statesman como asistente de Raymond Mortimer, el editor literario y crítico de teatro. En 1958 se marchó al Financial Times como crítico de teatro y televisión.